# Jenny Jejlid
Jenny Jejlid, född 1978, är en svensk författare från Östersund. Hon debuterade 2007 på Ord och tanke Förlag med biografin "En sked för morbror Fred", som åter gavs ut 2019 på Saga Egmont förlag. Sedan dess har hon utgivit ett flertal verk på olika svenska förlag, bland annat en novellsamling samt e-noveller. Jenny Jejlid har även skrivit dramatik för Östersunds Teaterverkstad. Hon är medlem i Författarcentrum Norr.